# Lac Kaldy

Le lac Kaldy (en russe : озеро Калды, ozero kaldi) est un lac de Russie, situé au sud-est de l'Oural, dans l'oblast de Tcheliabinsk. D'un diamètre de 4 à 5 kilomètres, sa forme est circulaire, et son fond, peu profond.

## Géographie
Le lac Kaldy se situe dans le nord de l'oblast de Tcheliabinsk, à 50 km de Tchéliabinsk. Il prend place avec d'autres lacs dans une région relativement plate.

## Hydrologie
D'une superficie de 17,9 km2, le lac s'étend sur 5,29 km de long du Nord au Sud, et sur 4 km de largeur. La profondeur est relativement faible, puisqu'elle ne dépasse pas les sept mètres. Son fond est sablonneux, à tendance boueuse par endroits. Le lac gèle entièrement en hiver sous la rigueur du climat sibérien.

## Écosystème

### Faune
Le lac a fait l'objet d'introduction de plus de 100 000 poissons. Aujourd'hui, les pêcheurs sortent du lac des alevins, des brochets, des lottes, des carpes, des corégones, des carassius, des brèmes, des corégones blancs, ...